# 2017年1月中国大陆

## 1月4日
- 当地时间10时50分许，四川省攀枝花市会展中心发生枪击案件。持枪人闯进会场，对正在开会的该市委、市政府主要负责人进行连续射击后逃窜。市委书记张剡、副书记兼市长李建勤受伤。犯罪嫌疑人系该市国土资源局局长陈忠恕，被发现时，已在会展中心地下二楼自杀身亡。[1]
- 15时20分许，一人潜入凭祥市一所幼儿园砍伤12名幼儿（其中重伤5名）。目前41岁的嫌疑人覃鹏安已被警方控制，受伤儿童都已被送往医院治疗。[2]

## 1月6日
- 环保部部长陈吉宁主持新闻发布会，陈吉宁称去年入冬以来多个地区发生多起大面积、长时间的重污染事件，他作为环保部长感到内疚和自责[3]。

## 1月7日
- 美国缉毒局于广州新设办事处，加强美中两国打击全球毒品贸易的合作[4]。
- 习近平总书记在中共十八届中央纪委七次全会上强调，党的十八大以来，全面从严治党取得显著成效，但仍然任重道远。要做到惩治腐败力度决不减弱、零容忍态度决不改变，坚决打赢反腐败这场正义之战。[5]。

## 1月9日
- 福州地铁福州地铁1号线一期北段象峰站-上藤站正式试运营，福州市正式迈入地铁时代[6]。

## 1月10日
- 香港《苹果日报》发布文化部封杀全球55名艺人的名单，陈升、徐若瑄、黄耀明等明星榜上有名[7]。
- 教育部基础教育二司发函要求将“八年抗战”字样的教材内容均一律改为“十四年抗战”，“确保树立并突出十四年抗战概念”[8]。

## 1月12日
- 语言学家、原中国科学院大学教授、著名力学家郭永怀之妻李佩在北京逝世，享年99岁[9]。

## 1月14日
- 最高人民法院院長周强指出要严厉惩处煽动颠覆政权等危害国家安全犯罪，深化反邪教斗争[10]。并公开表示三权分立理论在中国并不适用。对此，法廣报道指出，大法官周强公开反对司法独立，评论称倒行逆施兼违联合国决议[11]。
- 语言学家、文字学家，《汉语拼音方案》之父周有光于北京协和医院逝世，享年114岁高寿[12][13]。

## 1月15日
- 由中国中央电视台主办的2016CCTV体坛风云人物评选在北京国家游泳中心举行，乒乓球运动员马龙和女排运动员朱婷夺得最佳男运动员和最佳女运动员奖，中国女子排球队获得最佳团队奖和评委会大奖[14]。

## 1月20日
- 湖北襄阳市南漳县城关镇海市蜃楼酒店后山山体崩塌，12人遇难，3人获救[15][16]。

## 1月22日
- 中国共产党中央政治局召开会议，决定设立“中央军民融合发展委员会”，中共中央总书记习近平任主任[17]。

## 1月23日
- “私募一哥”徐翔操纵证券市场案一审宣判，徐翔及同案案犯王巍、竺勇操纵证券市场罪成，分别被判有期徒刑五年六个月、有期徒刑三年、有期徒刑二年缓刑三年，同时并处罚金[18]。
- 工业和信息化部宣布开展为期一年多的行动，要求查处多种“无证经营、超范围经营、‘层层转租’等违法行为”，整顿互联网接入服务，代理服务器（VPN）服务或受影响[19]。

## 1月24日
- 山东省济南市中级人民法院正式宣判山东疫苗非法经营案，被告人庞红卫犯非法经营罪被判十九年，而孙琪犯非法经营罪判处有期徒刑六年[20]。
- 山东省济南市中级人民法院对前全国政协副主席苏荣涉受贿罪、滥用职权罪、巨额财产来源不明罪作出一审宣判，苏荣被判处无期徒刑，剥夺政治权利终身，并处没收个人全部财产，至此“大老虎”案全部宣判[21]。
- 香港海关24日公布，已完成遭扣押新加坡装甲车等战略物品怀疑违法个案的调查，该批军车及有关装备将经由船公司归还新加坡。[22]

## 1月25日
- 中央军方媒体《中国国防报》刊文评论香港歌手张敬轩被踢出《歌手2017》事件，倡议严厉对付“辱华涉独”的香港、台湾艺人[23]。
- 针对近日在微博和微信朋友圈广泛流传的有关“频繁旅客护照”的传言，外交部表示消息“纯属捏造，请勿轻信”[24][25]。

## 1月26日
- 天津市第一中级人民法院二审审判争议巨大的赵春华气球射击摊案。法院认定赵春华罪名成立，但因其主观恶性程度相对较低，犯罪行为的社会危害相对较小，故判处她有期徒刑三年，缓刑三年，赵春华当庭表示认罪[26]。
- 1·26浙江省中医院重大医疗事故。浙江省中医院一名技术人员违反“一人一管一抛弃”操作规程，在操作中重复使用吸管造成交叉污染，导致部分治疗者感染艾滋病病毒，造成重大医疗事故。经疾控机构检测，确诊5例[27]。

## 1月27日
- 前中共中央总书记胡锦涛在广州花市被拍到，中共广东省委书记胡春华和越秀区委书记王焕清等陪同[28][29]。
- 2017年中国中央电视台春节联欢晚会在中央电视台彩色电视中心一号演播大厅举行[30]。

## 1月28日
- 联合国於1月27日及28日在中国流行的社交媒体平台微博上先後發表两則关于难民和贫困的春节博文，在网上引起了强烈的反弹，該兩則博文後來被刪除[31]。

## 1月29日
- 一艘载有约20名中国游客的船只在从马来西亚哥打基纳巴卢前往亚庇著名旅游景点环滩岛（英语：Mengalum Island）途中失去联系，船上共载有31人游客，其中28人是中国人[32]。最终22名旅客和船員獲救，3人遇難，6人失蹤。[33]
- 浙江省宁波市雅戈尔动物园一名男子遭老虎攻击致死，老虎遭警方枪杀[34]。